# Malý Špalíček
Malý Špalíček v Brně je skupina původně čtyř domů z období gotiky a renesance, později sjednocených brněnským architektem Janem Křtitelem Ernou. Nachází se v horní části Zelného trhu a tvoří blok mezi ulicemi Starobrněnská a Peroutková. Každá z budov je chráněna jako kulturní památka (u domu Zelný trh 13 pouze průčelí).

## Historie
Jeden z nejstarších původních domů v gotickém slohu přešel roku 1625 do rukou brněnského architekta Ondřeje Erny, jehož syn, také architekt, Jan Křtitel Erna, nechal skupinu tří sousedních domů přestavět v jediný celek v renesančním slohu.
V letech 1969–1973 došlo k nákladné renovaci skupiny budov.
V současné době je dům využíván k různým komerčním účelům. V části Malého Špalíčku jsou kancelářské prostory, ve spodní části restaurace Špalíček a obchody.